# حزب الشعب الوطني الألماني
حزب الشعب الوطني (بالألمانية: Deutschnationale Volkspartei)‏ (بالألمانية: Deutschnationale Volkspartei)‏ ، DNVP) كان حزبًا محافظًا في ألمانيا في عهد جمهورية فايمار. قبل صعود الحزب النازي، كان الحزب المحافظ القومي الرئيسي في ألمانيا فايمار. وكان تحالف القوميين، الرجعي الملكيين، [فلكيسكه] والمعاديين للسامية العناصر التي تدعمها رابطة عموم ألمانيا.
تشكل في أواخر عام 1918 بعد هزيمة ألمانيا في الحرب العالمية الأولى وثورة نوفمبر التي أطاحت بالملكية الألمانية. لقد جمعت الجزء الأكبر من حزب المحافظين الألماني وحزب المحافظين الأحرار وحزب الوطن الأم مع العناصر اليمينية للحزب الليبرالي الوطني. رفض الحزب بشدة دستور فايمار الجمهوري لعام 1919 ومعاهدة فرساي التي اعتبرها عارًا وطنيًا، وقعه الخونة. كان الحزب يهدف بدلاً من ذلك إلى استعادة الملكية وإلغاء معاهدة السلام التي تمليها وإعادة الاستيلاء على جميع الأراضي والمستعمرات المفقودة.
بعد عام 1929، تعاون DNVP مع النازيين، وانضمت إلى جبهة هارزبرج عام 1931، وشكلت حكومات ائتلافية في بعض الولايات وأيدت أخيرًا تعيين هتلر كمستشار (Reichskanzler) في يناير 1933. في البداية، كان لدى حزب DNVP عدد من الوزراء في حكومة هتلر، لكن الحزب سرعان ما فقد نفوذه وحل نفسه في نهاية المطاف في يونيو 1933، وأفسح المجال أمام ديكتاتورية الحزب الواحد النازية. سمح النازيون لأعضاء DNVP السابقين في الرايخستاغ، والخدمة المدنية، والشرطة بالاستمرار في وظائفهم وترك بقية أعضاء الحزب بشكل عام في سلام.
خلال الحرب العالمية الثانية، شارك العديد من الأعضاء السابقين البارزين في DNVP، مثل كارل فريدريش غويردلر، في المقاومة الألمانية ضد النازيين وشاركوا في مؤامرة الاغتيال في 20 يوليو ضد هتلر في عام 1944.

## التاريخ

### المعارضة الوطنية، 1918-1924
تم تشكيل الحزب في ديسمبر 1918 عن طريق دمج حزب المحافظين الألماني وحزب المحافظين الحر للإمبراطورية الألمانية الملكية القديمة. وانضم إليها بعد ذلك بوقت قصير القسم الأكثر يمينية في الحزب الوطني الليبرالي السابق، ومعظم مؤيدي حزب الوطن الألماني الألماني القومي المنحل، والحزب الاجتماعي المسيحي المعادي للسامية، وحزب فولكيش الألماني. وهكذا، وحد الحزب معظم الطيف المحافظ السابق المجزأ للإمبراطورية.

## رؤساء
- 1918-1924 أوسكار هيرغت (1869-1967)
- 1924-1926 يوهان فريدريش وينكلر (1856-1943) [10]
- 1926-1928 كونو غراف فون ويستارب (1864-1945)
- 1928-1933 ألفريد هوغنبرغ (1865-1951)

## نتائج الانتخابات الفيدرالية
| انتخاب        | الرايخستاغ | حصة الأصوات | مقاعد     | ملاحظات                            |
| ------------- | ---------- | ----------- | --------- | ---------------------------------- |
| 1919          | 4th        | 10.30       | 44 / 423  |                                    |
| 1920          | 3rd        | 15.10       | 71 / 459  |                                    |
| 1924 (مايو)   | 3rd        | 19.50       | 95 / 472  |                                    |
| 1924 (ديسمبر) | 4th        | 20.50       | 103 / 493 |                                    |
| 1928          | 5th        | 14.20       | 73 / 491  |                                    |
| 1930          | 6th        | 7.03        | 41 / 577  |                                    |
| 1932 (يوليو)  | 7th        | 5.91        | 37 / 608  |                                    |
| 1932 (نوفمبر) | 7th        | 8.34        | 52 / 584  |                                    |
| 1933 (مارس)   | 8th        | 7.97        | 52 / 647  | تحالف مع Stahlhelm والدوري الزراعي |